# Ixodes nectomys
Ixodes nectomys är en fästingart som beskrevs av Glen M. Kohls 1956. Ixodes nectomys ingår i släktet Ixodes och familjen hårda fästingar.
Artens utbredningsområde är Peru. Inga underarter finns listade i Catalogue of Life.